# Софт-лонч
Софт-лонч (англ. Soft launch; с англ. — «Мягкий запуск») — предварительный выпуск продукта для ограниченной аудитории перед полноценным релизом. Софт-лонч используется для сбора данных, отзывов пользователей и, в случае неудачи, внесения корректив или без особых финансовых потерь закрытия программы.

## Описание и примеры
Обычно тестируются механики приложения и его монетизация, которые не получается изначально оптимизировать. Софт-лонч на практике раскрывает проблемы, возникновение которых не предсказывается на этапе планирования. 
Мягкий запуск обычно используется разработчиками мобильных программ, распространяющихся по модели Freemium. Основатель финской компании Supercell Илкка Паананен придумал игровую компанию нового типа: одна большая студия делилась на множество маленьких. Благодаря этой стратегии каждый новый проект Supercell выходит в софт-лонч. В случае неудачи, игра закрывается без серьёзных финансовых затрат.